# Шетелих, Вольфганг
Во́льфганг Ше́телих (нем. Wolfgang Schetelich; 3 июля 1919, Дрезден, Германия — 16 ноября 1985, Лейпциг, Германия) — немецкий органист и педагог.

## Биография
Органное искусство изучал в Дрезденской Высшей школе музыки. Ученик Гюнтера Рамина. С 1936 работал в Дрездене, потом — Лейпциге. Здесь он преподавал в Высшей музыкальной школе, где в 1978 г. становится профессором. Среди учеников: Маттиас Айзенберг и Михаэль Шёнхайт. Получил широкую известность как интерпретатор сочинений Иоганна-Себастьяна Баха. Считался непревзойдённым экспертом по строительству и реставрации органов. Неоднократно бывал в СССР. В частности, 15 ноября 1969 г. после реставрации открывал органный сезон в вильнюсском кафедральном соборе Святого Станислава.